# Fred Sullivan

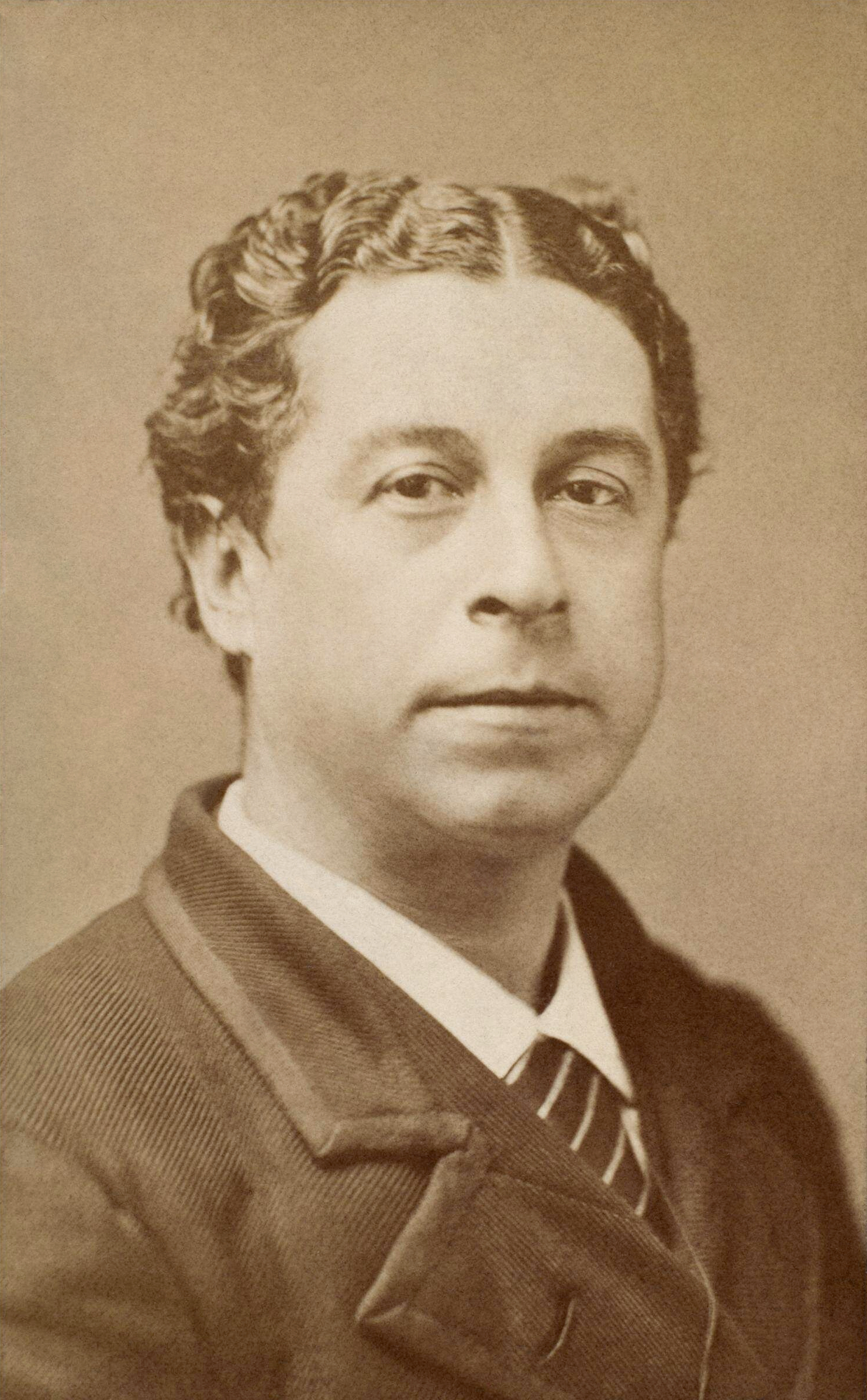
Fred Sullivan

Frederic Sullivan, född den 25 december 1837 i London, död den 18 januari 1877 i Fulham, var en engelsk skådespelare och sångare. Han är bäst ihågkommen för sin rolltolkning av den lärde domaren i Gilbert och Sullivans operett Trial by Jury och skapade därmed en modell för komiska roller i senare Savoy Operor komponerade av hans broder Arthur Sullivan.
1870 övergav Sullivan en karriär som arkitekt för en framtid på scenen. 1871 framträdde han för första gången på scen som Mr. Cox i en nypremiär av broderns första komiska operett Cox and Box, och senare samma åt gjorde han rollen som Apollon i den första Gilbert och Sullivan-operetten Thespis. Senare hamnade han på Gaiety Theatre och framträdde i flera av Jacques Offenbachs operetter. 1874 for han ut på turné över hela England.
1875 gjorde han rollen som den lärde domaren i Trial by Jury och spelade även med i Offenbachstycket La Périchole, för vilka han fick bra kritik. Därefter for han ut på landsortsturné med Trial by Jury och franska operetter varpå han återkom till London för en nyuppsättning av Trial by Jury. I början av 1876 började hans hälsa försämras och han tvingades sluta med skådespeleriet i oktober 1876. Han dog i januari 1877 och efterlämnade en gravid hustru och sju unga barn. Efter Freds död blev Arthur Sullivan barnens förmyndare och kom att hjälpa Freds familj för resten av sitt liv, även efter att de hade flyttat till Kalifornien emot hans vilja. Han efterlämnade det mesta av sin förmögenhet till Freds barn.